# Ural (SSV-33)
Ural (SSV-33) (v kódu NATO třída Kapusta) byla zpravodajská a velitelská loď sovětského námořnictva. Je jedinou postavenou vojenskou pomocnou lodí s jaderným pohonem. Plavidlo bylo vyvinuto na základě trupu velkých raketových křižníků projektu 1144.2 (třída Kirov). Bylo jedinou dokončenou lodí projektu 1241 Titan. Do služby bylo přijato v roce 1988 a k jeho vyřazení došlo 27. prosince 2002.

## Pozadí vzniku

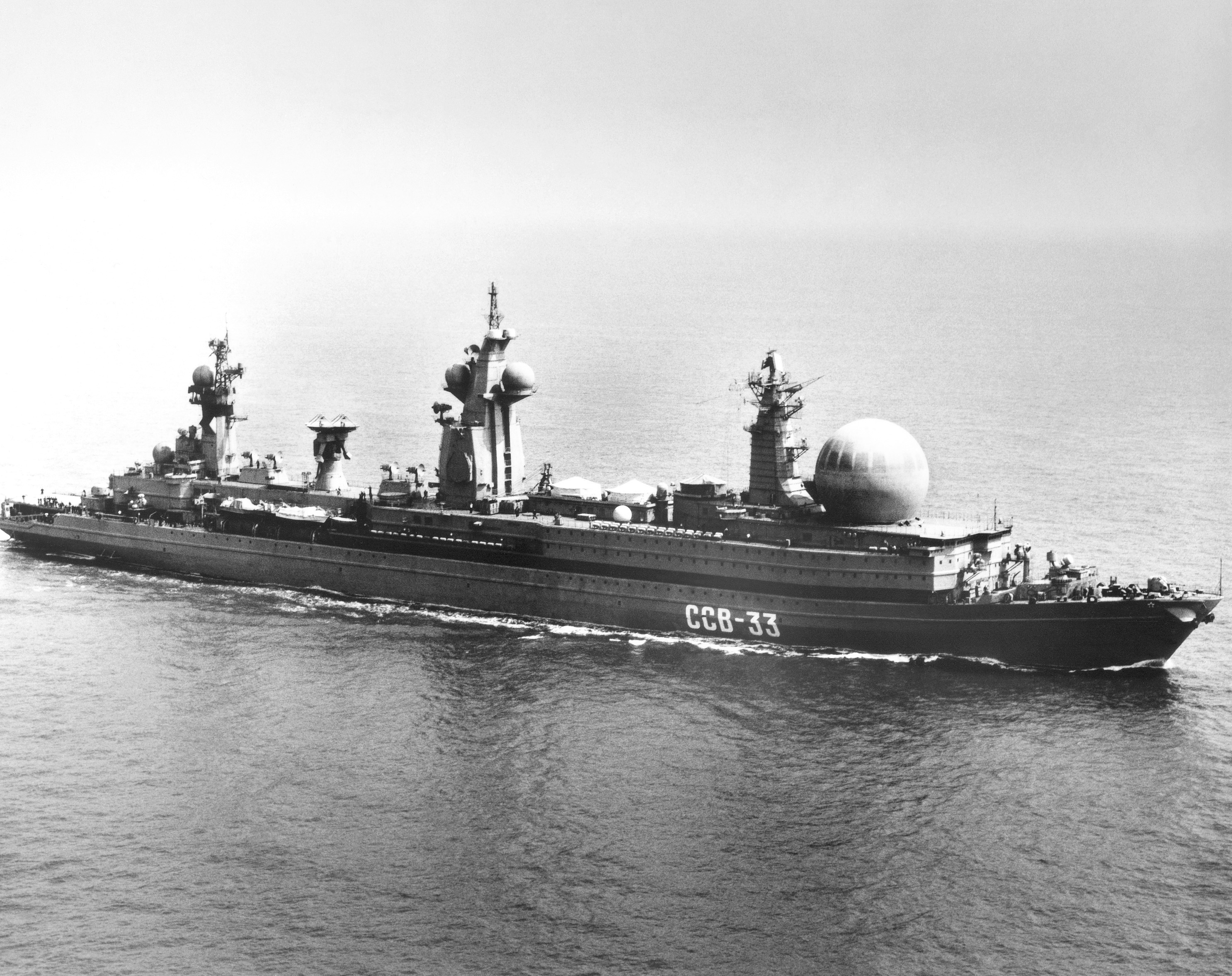
Ural v roce 1988

Jedinou jednotkou této třídy se stalo plavidlo Ural, postavené v letech 1981–1988 v Leningradu.

## Konstrukce

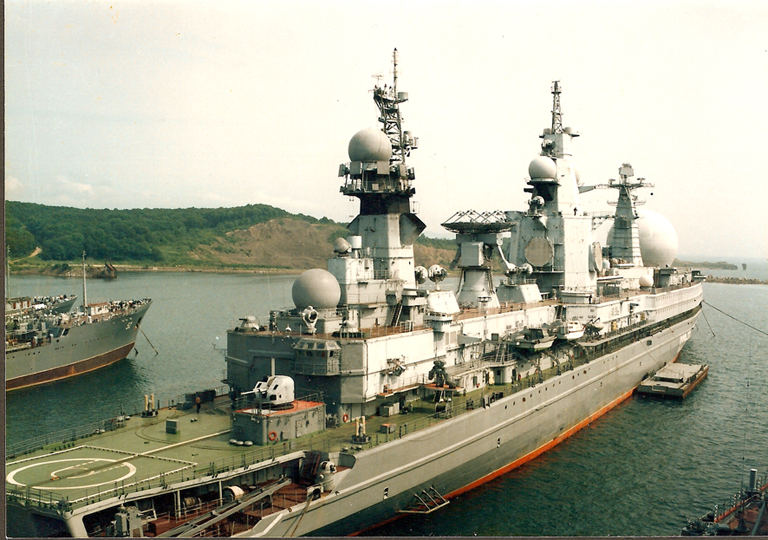
Ural – pohled od zádi

Plavidlo neslo celou řadu speciálních elektronických systémů, např. Andromeda, Vajgač 2, Amulet a Tajfun. Bylo vyzbrojeno dvěma 76,2mm kanóny AK-176, čtyřmi čtyřnásobnými protiletadlovými raketovými komplety 9K38 Igla (celkem 32 střel), čtyřmi 30mm kanónovými komplety AK-630 a osmi 12,7mm kulomety Utes-M. Některé prameny uvádějí také čtyři 122mm raketomety DP-63. Na zádi se nacházela přistávací plocha pro vrtulník Kamov Ka-32.
Pohonný systém koncepce CONAS (Combined nuclear and steam) byl převzat ze třídy Kirov. Kombinoval dva jaderné reaktory OK-900B o výkonu 342 MW, dva kotle a dvě parní turbíny GTZA-688 o výkonu 46 000 hp, pohánějící dva lodní šrouby. Nejvyšší rychlost dosahovala 22 uzlů.